# Лангенлойба-Нидерхайн
Лангенлойба-Нидерхайн (нем. Langenleuba-Niederhain) — община в Германии, в земле Тюрингия. 
Входит в состав района Альтенбург. Подчиняется управлению Вираталь.  Население составляет 1928 человек (на 31 декабря 2010 года). Занимает площадь 39,65 км².
Коммуна подразделяется на 8 сельских округов.